# Australsk træand
Australsk træand (latin: Dendrocygna eytoni) er en træand, der lever i Australien.